# Thenardita
La thenardita és un mineral de la classe dels sulfats. Fou anomenada va ser nomenada pel científic espanyol José Luis Casaseca en honor del químic francès Louis Jacques Thénard (1777–1826), membre de l'Acadèmia Francesa de les Ciències, amb el nom de thenardite (en anglès), sent reanomenada l'any 2014 a l'actual thénardite. En català no es conserva l'accent perquè aquest pot interferir en la seva correcta pronunciació, cosa que no pasa en la llengua anglesa.

## Característiques
És un sulfat de sodi mineral anhídrid de fórmula Na₂SO₄. La thenardita cristal·litza en sistema ortoròmbic i sol formar cristalls prismàtics que van del color groguenc al vermellós i al gris blanquinós. És fluorescent, blanca sota radiació ultraviolada d'ona curta i ona llarga. En condicions humides, la thenardita absorbeix gradualment aigua i es converteix en el mineral mirabilita, Na₂SO₄·10H₂O. És soluble en aigua i té un lleuger gust salat. La thernardita és incolora, però pot presentar diversos colors: blavós, blanc, blanc grisenc, groguenc o vermellós.
Segons la classificació de Nickel-Strunz, la thenardita pertany a «07.AC - Sulfats (selenats, etc.) sense anions addicionals, sense H₂O, amb cations de mida mitjana i grans» juntament amb els següents minerals: vanthoffita, piracmonita, efremovita, langbeinita, manganolangbeinita, yavapaiïta, eldfellita, godovikovita, sabieïta, metathenardita i aftitalita.

## Formació i jaciments
Es troba en ambients àrids evaporites. També ocorre en coves seques i velles, en mines formant eflorescències, i com a dipòsits en fumaroles. Es troba, per exemple, en coves volcàniques del mont Etna, a Itàlia. Pot aparèixer associada a mirabilita, blödita, glauberita, guix, halita, natró, nitratina i epsomita. Als territoris de parla catalana ha estat descrita a la mina Eureka (La Torre de Cabdella, Pallars Jussà) i a Oriola (Baix Segura).